# Diekerhof
Diekerhof ist eine Hofschaft in Halver im Märkischen Kreis im Regierungsbezirk Arnsberg in Nordrhein-Westfalen (Deutschland).

## Lage und Beschreibung
Diekerhof liegt im Westen des Halveraner Stadtgebietes nahe der Stadtgrenze zu Radevormwald. Die Nachbarorte sind Hakenberg, Stieneichhofen, Bärendahl, Schüreichenhofen, Nordeln und Grafweg.
Der Ort ist über einen Satz von Nebenstraßen erreichbar, die bei Schwenke von der Bundesstraße 229 abzweigt und weitere benachbarte Ortschaften anbindet. Der Bach Waldschlenke, ein Zufluss des  Bachs Hartmecke fließt an dem Ort vorbei. Der  Bach entspringt südwestlich von Hakenberg an der 399 Meter hohen Erhebung Frerberg.

## Geschichte
Diekerhof wurde erstmals 1410 als zum Diecke urkundlich erwähnt, die Entstehungszeit der Siedlung wird aber auf dem Zeitraum zwischen 1050 und 1200 infolge der Rodungsphase nach der hochmittelalterlichen Territorialbildung vermutet. Der Diekerhof war ein Hofesgut von Stieneichhofen.
1818 lebten fünf Einwohner im Ort. 1838 gehörte Diekerhof der Eickhöfer Bauerschaft innerhalb der Bürgermeisterei Halver an. Der laut der Ortschafts- und Entfernungs-Tabelle des Regierungs-Bezirks Arnsberg als Kotten kategorisierte Ort besaß zu dieser Zeit ein Wohnhaus. Zu dieser Zeit lebten elf Einwohner im Ort, allesamt evangelischen Glaubens.
Das Gemeindelexikon für die Provinz Westfalen von 1887 gibt eine Zahl von 16 Einwohnern an, die in zwei Wohnhäusern lebten. Der ort wird dort Dickerhoff genannt.
Spätestens seit dem Frühmittelalter (nach anderen Angaben seit vorgeschichtlicher Zeit) verlief an Diekerhof eine wichtige Altstraße von Wipperfürth nach Breckerfeld vorbei. Nördlich vom Ort befindet sich auf dem Bollberg ein Ringwall, der nach Ausgrabungen (Keramikfunde aus dem 9. Jahrhundert) und neueren Forschungen als fränkische Ausbau- und Fliehburg zur Sicherung diese Altstraße gedeutet wird.
Westlich von Diekerhof wurde bis 1936 in Bergwerken, den Zechen Annaglück und Idaglück, Eisenerz abgebaut. Dort befand sich bis 2002 auf der Stadtgrenze zu Radevormwald auch die Standortmunitionsniederlage Wuppertal der Bundeswehr.

## Wanderwege
Der Ortsrundwanderweg A7 durchquert den Ort.